# Château Vanderbilt
Le château Vanderbilt est un lieu culturel de création artistique spécialisé dans les arts sonores et numériques, situé à Carrières-sous-Poissy, dans le département des Yvelines en Île-de-France.  
Le château est bâti en 1907 après l’acquisition de la propriété en 1906 par William Kissam Vanderbilt, un millionnaire américain, héritier de la riche famille Vanderbilt, durant le XIXe siècle et le début du XXe siècle, qui souhaite s’intégrer à la haute société. Le Château s’inscrit dans une collection de bâtiment exceptionnel qui démarre aux États-Unis. En 2012, la CA2RS, la communauté d'agglomération des Deux Rives de Seine, devient propriétaire du château. Dans un élan de dynamisme et de développement culturel de la ville de Carrières-sous-Poissy, la communauté d’agglomération souhaite faire de ce lieu un espace culturel consacré aux arts sonores et numériques. «La fabrique sonore et numérique » est née,. Pour développer ce projet, la mission est confiée à l’association Vanderlab qui voit le jour en 2013 dans le cadre de l’association Caserne Ephémère. L’association Vanderlab installé au château se donne, depuis, pour objectifs de faire de ce lieu un espace consacré à la culture, à la création artistique, ainsi qu’à sa diffusion, aux arts sonores, numériques, aux musiques actuelles, un espace de convivialité et dynamiser la ville par une résidence d’artiste, la création d’ateliers, des projets collaboratifs, l’installation de studio, la création d’un Fablab,. C’est un lieu qui se donne pour objectif de conjuguer l'histoire avec l'avenir,.

## Histoire
À la fin du XIXe siècle, Carrières-sous-Poissy est une ville agricole. Sa population vit de culture maraîchère et vigneronne. Mr Lemercier, un vigneron qui voit dans les courses de chevaux un moyen de prospérer, achète un terrain à Carrières-sous-Poissy appelé les Grésillons. Il construit un hippodrome en 1883. En effet, il voit, dans le monde équestre, un milieu contrôlé par les bookmakers, et se dit qu’il peut y faire fortune. Il veut ainsi faire de cet hippodrome de 35 hectares avec une tribune de 4000 places, un élément central de la ville à Carrières-sous-Poissy. Il voit dans ce projet un moyen de dynamiser la ville, de l’enrichir économiquement par la mise en place de restaurants et d’hôtels au service de ce monde équestre pour ultimement s’enrichir lui aussi. C’est pour cela qu’il demande des subventions, totalisant 10 000 francs, à la ville. Celle-ci refuse. Il décide, malgré tout, d’imposer son projet de courses hippiques. Mais, la première course de chevaux est un échec commercial pour Lemercier. Acculé à la faillite, il est obligé de revendre ce terrain. C’est aux enchères que la famille Hennessy, une riche famille ayant fait fortune dans le cognac, rachète ce lieu. En 1885, il est revendu à Edmond Blanc et son demi-frère Camille Blanc.
Edmond Blanc, fils du richissime François Blanc surnommé le « magicien de Monte-Carlo » par son omniprésence dans les jeux de hasard et les hôtels de luxes, dû à la société des bains de mer de Monaco, dont il est le fondateur, hérite d’une fortune considérable. C’est ainsi qu’il devient propriétaire et éleveurs de chevaux. En 1885, il achète le domaine. Parallèlement, il inaugure l’hippodrome de Saint-Cloud en 1901 et poursuit une carrière politique. C’est en 1906 qu’il vend l’hippodrome à William Kissam Vanderbilt.
William Kissam Vanderbilt est lui aussi un héritier de la richissime famille Vanderbilt. Cette famille prospère, avec son grand-père Cornelius Vanderbilt dit « le commodore » et son père William Vanderbilt, grâce au transport maritime et au chemin de fer aux États-Unis. Il est donc l’héritier d’une des plus riches familles du monde du XIXe siècle et du début XXe siècle. Il devient le patriarche de la famille à la mort de son frère en 1899. Il divorce de sa femme Alva Eskrine Smith, héritière d’une famille de planteurs du Sud, avec qui il a deux enfants et se remarie avec Anna Hariman, veuve et mère de quatre enfants, en 1903. C’est ainsi qu’il décide de démissionner de la direction de l’entreprise familiale et de changer pour se concentrer sur sa passion, les chevaux, l’amélioration de la race chevalière et les courses de chevaux. Il décide de quitter les États-Unis pour vivre en Europe, et notamment en France. Il construit le haras du Quesnay près de l’hippodrome de Deauville. Il veut un endroit pour entraîner ces chevaux. Il voit en Carrières-sous-Poissy et son hippodrome une opportunité. En effet, le domaine est situé près de l’hippodrome de Maisons-Laffitte, qui se trouve sur la ligne Paris-Deauville, facilitant, ainsi l’expédition des chevaux vers l’hippodrome de Deauville. Il achète donc cette propriété à Edmond Blanc en 1906. Il y fait construire, dès 1907, un manoir de style Louis XIII pour y vivre avec sa famille. Sa propriété est l’œuvre de l’architecte Henri Guillaume et de l’architecte-paysagiste Eugène Touret. Sur sa propriété, il fait prospérer ses écuries, les écuries de Saint-Louis-de-Poissy et développe des volières, des serres, des manèges de chevaux, un château d’eau et une petite centrale électrique. Il fait de ce lieu un centre d’entraînement dans lequel il élève les célèbres chevaux classiques du moment : Maintenon, Seau Sick et Negofol. Il emploie plus de 120 personnes du village sur sa propriété. Mais son beau-fils décède dans un accident de voiture la même année. Il décide de revendre le domaine en 1918, deux avant sa mort, à un autre riche homme d’affaires américain Abraham Kingsley Macomber.
Abraham Kingsley Macomber, lui aussi passionné de courses de chevaux, maintient l’activité hippique du domaine. Il achète les deux propriétés de William Kissam Vanderbilt, le château Vanderbilt ainsi que le haras du Quesnay, car ils contiennent une écurie de pur-sang, une piste d’entraînement et environ cent cinquante juments et taureaux, y compris le grand Maintenon. Il rajoute une aile au château pour exposer ces trophées de chasses parfois effectuées en compagnie de son ami Ernest Hemingway. Mais la crise de 1929 l’affecte financièrement. Il décide de détruire les pistes et le champ d’entraînement, trop couteux en fonctionnement. Le domaine et la fortune d’Abraham Kingsley Macomber se détériorent jusqu’à sa mort en 1955. Le château est abandonné et ces terres reviennent à la culture maraîchère.
En 1978, une filiale des Sablières modernes achète le château pour exploiter les sous-sols de Carrières-sous-Poissy, en particulier les grésillons, pour pouvoir en extraire le sable. La culture des maraichages et l’agriculture sont en déclin, à cette époque, c’est pour cela que certains agriculteurs décident de louer leurs terrains à cette société pour exploiter les sols. Le siège social des Sablières déménagent en 1999, laissant le château à l’abandon. Il est ensuite squatté de temps en temps.
Avec la réflexion sur projet urbain, le château va reprendre vie. En 2009, une convention va permettre à la ville de Carrières-sous-Poissy d’intervenir sur le domaine, en partenariat avec la région Île-de-France, le département des Yvelines et la communauté d'agglomération des Deux Rives de Seine (CA2RS). Ainsi, les espaces verts et la maison du gardien sont restaurés et réhabilités.
En 2012, la ville devient propriétaire du château pour un euro symbolique à la société GSM des sablières. En collaboration avec l’EPAMSA, chargé de l’OIN Seine-Aval, la CA2RS lance une étude et un appel à projets culturel visant le développement de la création artistique numérique, dans un objectif de culture scientifique. Caserne Ephémère est chargée du projet et crée ainsi l’association Vanderlab pour s’occuper du projet et d’élire domicile au château Vanderbilt qui est renommé "Château Éphémère : fabrique sonore et numérique".

## Château Ephémère

### Réhabilitation du Château Vanderbilt
En 2012, la CA2RS devient propriétaire du château Vanderbilt pour 1 euro symbolique versé à la GSM. L'établissement public d'aménagement du Mantois Seine-Aval (EPAMSA), responsable de l’OIN Seines-Aval, la CA2RS et la commune de Carrières-sous-Poissy passent la commande d’une étude définissant les conditions de la mise en œuvre de la stratégie culturelle. C’est dans un projet d’« une centralité pour Carrières » que se met en place un projet culturel. Celui-ci cherche à développer la ville pour la prochaine décennie, dans un projet de centralité de la commune et de l’agglomération. Le but initial du projet de développement culturel est de se tourner vers la culture scientifique.
L’étude, définissant la mise en œuvre de la stratégie culturelle pour développer et dynamiser la ville de Carrières-sous-Poissy dans les modalités d’aménagement de la ZAC « nouvelle centralité », est confiée à Caserne Ephémère, qui depuis 25 ans, réhabilite des lieux abandonnés pour en faire des lieux de création artistiques. Après une première réunion de pilotage, l’étude du projet culturel se centre sur le château Vanderbilt, un lieu déterminant pour Carrières-sous-Poissy grâce à son patrimoine historique. Caserne Ephémère, avec son expérience et l’étude menée, propose un projet en accord avec la promotion de la culture scientifique prônée par la communauté de l’agglomération et le patrimoine du château à conserver. C’est dans cette perspective que l’idée d’une « fabrique sonore et numérique » est pensée. L’association Caserne Ephémère a, ainsi, travaillé sur l’étude de la faisabilité et a assuré la rénovation du Château Ephémère,,. Elle a créé l’association Vanderlab qui, dès 2014 à aujourd’hui, garantit le fonctionnement, la gestion et l’animation du lieu, en partenariat avec de nombreux acteurs locaux et institutionnels,.

### Association Vanderlab
La philosophie de l’association se résume en une « fabrique des possibles ». En effet, le but de l’association est de promouvoir un lieu d’échange et de nouveauté culturel. Elle se positionne sur trois familles artistiques, l’art sonore, l’art numérique ou digital et les musiques du monde. Son but est de démocratiser ces arts avec la population des environs et de les faire participer à cette engouement. Pour ce faire, l’association Vanderlab propose aux artistes, développeurs, collectifs, entrepreneurs français et internationaux des résidences de création numérique à travers la mise à disposition d’ateliers, d’hébergements, d’un Fablab, de studios de répétitions et d’enregistrement, et d’un espace de coworking,. Elle cherche à promouvoir et partager avec le grand public la culture libre numérique, les nouveaux usages créatifs des technologies à travers une programmation artistique et une gamme d’ateliers ouverts à tous sans exclusivité d’âge ou de compétences préalables. Elle veut aussi proposer des espaces de convivialité en s’appuyant sur un bar-restaurant, des salles de réceptions et de séminaires privatisables, mais aussi impulser des dynamiques collaboratives complémentaires à celles du numériques, à travers notamment un jardin et des potagers partagés. La ligne directrice de l’association est d’avoir une démarche artistique, sociale, socio-culturel, et une dimension conviviale. Qui plus est, elle s’applique à penser le lieu par son passé, son présent et l’avenir qui s’y joue, sans laisser une de ces dimensions de côté,,

### Fabrique sonore et numérique
Un des objectifs centraux du Château Ephémère est la création artistiques sonores et numériques, ainsi que son initiation au public. L'association veut faire du château un lieu de création connecté à la population, favoriser l’appropriation du numérique par tous et rendre accessible la création artistique contemporaine. Pour cela, elle organise des ateliers gratuits ouverts à tous les habitants, elle implique directement les artistes résidents du lieu dans des projets avec les habitants, elle offre des cours d’initiation aux outils numériques et propose une approche ludique et créative des outils.

### Espace de diffusion et de convivialité
Un autre objectif du Château Ephémère est de valoriser la création locale comme internationale, de fidéliser les publics, d’offrir un lieu de vie décloisonné et convivial. Ainsi tous les troisièmes jeudi du mois, un afterwork ouvert à tous, avec une buvette, en proposant des programmations artistiques, comme des concerts, et en exposant certains ateliers d’artistes, est tenu dans ce lieu. L’ouverture d’un restaurant est d’actualité pour l’année 2017. L'association propose aussi des festivals, hackatons, des expositions. Il y a aussi la création d’un jardin sonore numérique, et d’un potager collaboratif.

## Un lieu polyculturel
Dès 2017, les objectifs prioritaires du lieu sont d’asseoir la dynamique artistique du lieu en ouvrant un studio résidentiel d’enregistrement et de trois studios de musiques actuelles et art sonore, et de compléter la dotation du lieu en équipement de pointe.